# Ауэр, Лукас
Лукас Ауэр (род. 11 сентября 1994, Санкт-Иоганн-ин-Тироль, Австрия) — австрийский автогонщик. Является племянником бывшего пилота Формулы-1 Герхарда Бергера. В сезоне 2023 года выступал за команду HTP Winward Motorsport в DTM. Был членом Red Bull Junior Team.

## Карьера
В октябре 2011 года выиграл чемпионат JK Racing Asia Series. В том же году тестировал болид Европейской Формулы-3 в Валенсии под наблюдением Бергера.
25 августа 2012 года Ауэр, выступая за команду Van Amersfoort Racing, выиграл 21-й этап немецкой Формулы-3, проходивший на трассе Лаузицринг. Занял второе место в чемпионате.
После четырёх лет в команде Mercedes в серии DTM в декабре 2018 года Red Bull Junior Team объявила, что Ауэр присоединится к юниорской программе с сезона 2019 года и было подтверждено его участие в Супер-Формуле в сезоне 2019 года. Ауэр был исключён из программы после одного сезона по взаимному согласию, при этом менеджер команды Хельмут Марко назвал причинами возраст Ауэра и отсутствие очков суперлицензии FIA. Вернулся в серию DTM в сезоне 2020 года в составе команды BMW Team RMR.